# Новый Уренгой
Но́вый Уренго́й — город в Ямало-Ненецком автономном округе России. Имеет статус города окружного значения, образует одноимённый городской округ.
Новый Уренгой — первый по величине город округа, один из немногих российских региональных городов, превосходящих административный центр своего субъекта федерации (в данном случае Салехард) как по численности населения, так и по промышленному развитию. Город возник в ходе разработки Тюменской нефти и расположен на берегу реки Евояхи, притоке реки Пур, в 579 км восточнее Салехарда. Реки Томчаруяха и Седэяха протекают через город и делят его на две части — Северную и Южную. Территорию городского округа с запада окружает Надымский район, а с востока Пуровский район.
Постоянное население — 106 890 человека (по данным на 2024 год). Как производственный центр крупнейшего газоносного района, Новый Уренгой — неофициальная «газовая столица» России (реже упоминается как «газодобывающая столица»).

## Этимология
Новый Уренгой возник как город газовиков вблизи Уренгойского газового месторождения, названного по посёлку Уренгой, находящемуся в 75 километрах к востоку от Нового Уренгоя. Топоним «Уренгой», как считают учёные, происходит из ненецкого языка и означает как «глухой, дремучий».

## Климат

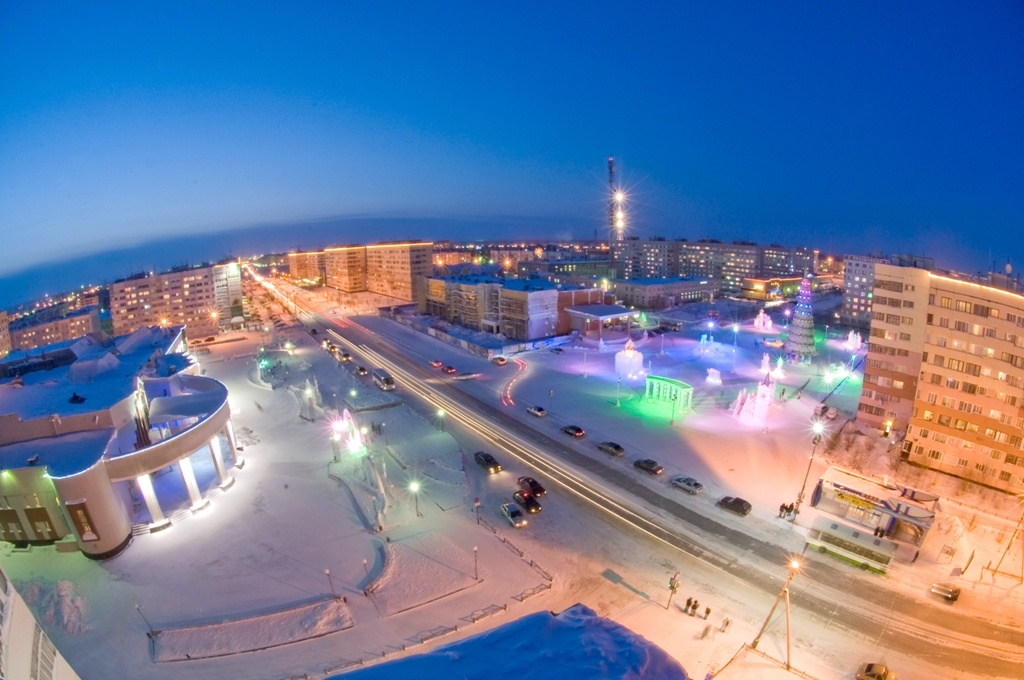
Центральная площадь зимой

Несмотря на то, что Новый Уренгой расположен в области умеренного пояса, территория города приходится на его самую северную часть, граничащую с субарктической климатической областью, поэтому и погодные условия здесь соответствующие. Отметка среднегодовой температуры воздуха в городе колеблется в пределах −4,7 °C, а среднегодовые показатели влажности равны всего 68 %.
Зимы в Новом Уренгое продолжительные и холодные (около 284 дней в году). Самые низкие температуры приходятся на январь и февраль. И хотя среднемесячные показатели этих месяцев составляют −20,7 и −18,6 °C, в этот период столбики термометров нередко опускаются ниже −30 °C, зачастую удерживаясь у отметки в −45 °C.
Самый тёплый период приходится на июль со среднемесячными температурами в +17,1 °C.
Для города характерны резкие изменения температуры и сильные ветра.
- Среднегодовая температура воздуха — −4,7 °C
- Относительная влажность воздуха — 68,0 %
- Средняя скорость ветра — 3,4 м/с

| Показатель                            | Янв.  | Фев.  | Март  | Апр.  | Май  | Июнь | Июль | Авг. | Сен. | Окт. | Нояб. | Дек.  | Год  |
| ------------------------------------- | ----- | ----- | ----- | ----- | ---- | ---- | ---- | ---- | ---- | ---- | ----- | ----- | ---- |
| Абсолютный максимум, °C               | −1    | 0     | 11    | 20    | 29   | 32   | 34   | 34   | 29   | 25   | 14    | 5     | 34   |
| Средний суточный максимум, °C         | −22,2 | −20   | −12,5 | −6    | 1,1  | 14,5 | 18,9 | 14,4 | 7,8  | −1,9 | −13,4 | −17,3 | −3   |
| Средняя температура, °C               | −24,7 | −23   | −15,4 | −8,9  | −1,3 | 11,1 | 15,5 | 11,6 | 5,1  | −4,1 | −16,5 | −20,4 | −6,3 |
| Средний суточный минимум, °C          | −27,6 | −26,1 | −19,2 | −12,7 | −4,6 | 6,5  | 10,5 | 7,5  | 1,9  | −6,8 | −19,6 | −23,5 | −9,5 |
| Абсолютный минимум, °C                | −54   | −49   | −44   | −30   | −15  | −5   | −2   | −4   | −16  | −29  | −38   | −48   | −54  |
| Источник: NASA. База данных RETScreen |       |       |       |       |      |      |      |      |      |      |       |       |      |

## Часовой пояс
Новый Уренгой, как и весь Ямало-Ненецкий автономный округ находится в часовой зоне МСК+2. Смещение применяемого времени относительно UTC составляет +5:00.

## История
В 1949 году по распоряжению Иосифа Сталина в приполярной тундре началось строительство трансполярной железной дороги Салехард — Игарка. Дорога строилась десятками тысяч людей, которые, в большинстве своём, являлись заключёнными ГУЛАГа. На бывшей фактории Уренгой строители планировали остаться надолго. Однако после смерти Сталина работы были свёрнуты, дорога к началу 1960-х годов оказалась никому не нужна и получила название «мёртвой». Изображение этой ветки было представлено на карте-схеме железнодорожных путей, находившейся на одной из стен железнодорожного вокзала города Тюмень.
О 501-й и 503-й стройках долгое время нигде не упоминалось, но труд строителей всё-таки оказался не напрасным — он помог сейсморазведчикам и буровикам открыть месторождения Уренгоя и обустроить их более быстрыми темпами.
В январе 1966 года сейсмическая станция В. Цыбенко, которая и была первооткрывательницей уренгойской структуры, заняла бараки заброшенного лагеря заключённых 503-й стройки.
6 июня 1966 года бригада мастера В. Полупанова пробурила первую разведочную скважину, и на геологической карте страны появилось новое уникальное месторождение природного газа — Уренгойское.
22 сентября 1973 года на месте будущего города был забит символический колышек с табличкой «Ягельное» — так назывался посёлок на первых порах, а 23 декабря прибыла автоколонна для строительства города. 19 июня 1975 года было завершено бурение первой эксплуатационной скважины.

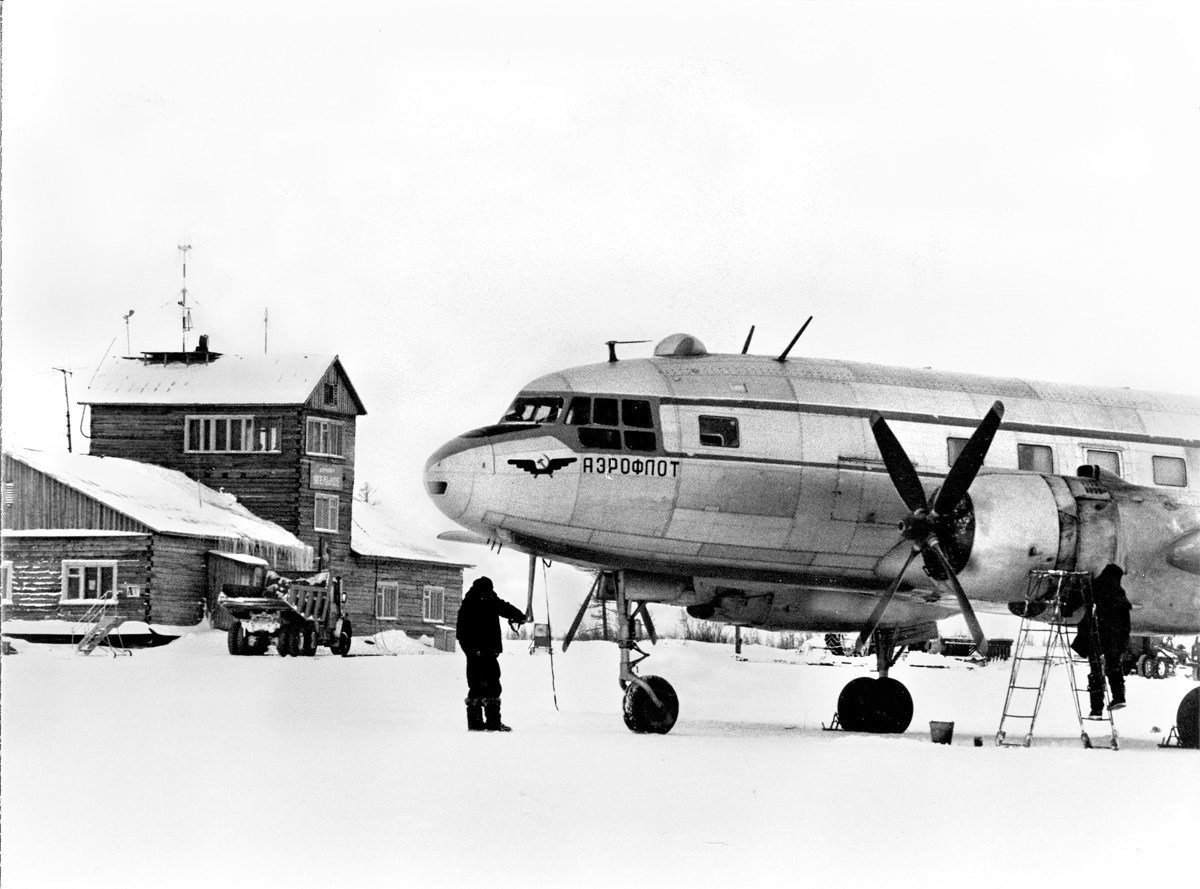
Первый аэропорт Нового Уренгоя «Ягельное»

18 августа 1975 года произошла государственная регистрация посёлка Новый Уренгой. 25 сентября 1975 года началось строительство аэропорта, в октябре был совершён первый технический рейс.
В 1976 году в Новом Уренгое родились первые дети — Света Попкова и Андрей Базилев. 1 сентября 1976 года открылась первая школа, и 72 ученика сели за парты.
В январе 1978 года было образовано производственное объединение «Уренгойгаздобыча». 22 апреля 1978 года была сдана первая на Уренгое установка комплексной подготовки газа, началась промышленная эксплуатация Уренгойского месторождения. 30 мая добыт первый миллиард кубометров уренгойского газа. 30 апреля 1978 года в Новый Уренгой прибыли бойцы Всесоюзного ударного комсомольского отряда имени XVIII съезда ВЛКСМ.
Посёлок быстро развивался, объёмы добычи газа росли, и 16 июня 1980 года ему был присвоен статус города с названием Новый Уренгой, окружного значения. Годом основания города считается 1975 год. День города, как в большинстве других городов, отмечается в первые выходные сентября.
В сентябре 1982 года город получил железнодорожное сообщение с остальной страной.
В 1983 году завершилось строительство газопровода «Уренгой — Помары — Ужгород», и с 1984 года газ из Уренгоя начал поступать в Западную Европу.
5 ноября 1984 года в административное подчинение горсовету был передан рабочий посёлок Коротчаево, 10 мая 1988 года — рабочий посёлок Лимбяяха.
Муниципальное образование город Новый Уренгой образовано в соответствии с законом Ямало-Ненецкого автономного округа от 5 января 1996 года № 34 «О муниципальных образованиях Ямало-Ненецкого автономного округа».
6 сентября 1998 года было подписано Соглашение между городами-побратимами Новый Уренгой и Сан-Донато-Миланезе (Италия).
Согласно закону ЯНАО № 107-ЗАО от 16 декабря 2004 года посёлки Коротчаево и Лимбяяха прекратили своё существование как административно-территориальные единицы и вошли в состав города Новый Уренгой, в результате чего город получился одним из самых длинных в мире — более 80 км.
В декабре 2004 года было введено в промышленную эксплуатацию Песцовое месторождение.
3 сентября 2005 года было подписано Соглашение о сотрудничестве с городом Касселем (Гессен, Германия).
3—4 сентября 2005 года Новый Уренгой отметил 30-летний юбилей. В дни юбилейных торжеств был зажжён Вечный огонь на площади Памяти, открыт первый в городе фонтан.
4 ноября 2006 года в Студенческом микрорайоне состоялось официальное открытие площади Памяти.
24 марта 2007 года было подписано Соглашение о сотрудничестве между муниципальными образованиями город Новый Уренгой и город-курорт Анапа.

### День города
День города Новый Уренгой отмечается в первое воскресенье сентября.

## Население
| 1979     | 1980     | 1986     | 1987     | 1989     | 1996     | 1998     | 2000     | 2001     | 2002     | 2003     |
| -------- | -------- | -------- | -------- | -------- | -------- | -------- | -------- | -------- | -------- | -------- |
| 8580     | ↗16 500  | ↗72 000  | ↗79 000  | ↗93 235  | ↘90 000  | ↘89 900  | ↘89 200  | ↗89 600  | ↗94 456  | ↗95 000  |
| 2004     | 2005     | 2006     | 2007     | 2008     | 2009     | 2010     | 2011     | 2012     | 2013     | 2014     |
| ↗96 000  | ↗109 100 | ↗112 500 | ↗117 000 | ↗118 400 | ↗118 659 | ↘104 107 | ↗105 467 | ↗112 192 | ↗116 450 | ↘115 753 |
| 2015     | 2016     | 2017     | 2018     | 2019     | 2020     | 2021     | 2023     | 2024     |          |          |
| ↘115 092 | ↘111 163 | ↗113 254 | ↗114 837 | ↗116 938 | ↗118 033 | ↘107 251 | ↘106 764 | ↗106 890 |          |          |

На 1 января 2025 года по численности населения город находился на 154-м месте из 1124 городов Российской Федерации.
Национальный состав
По данным Всероссийской переписи населения 2010 года:
| Национальность | Численность (чел.) | %      |
| Русские        | 66 779             | 64,14  |
| Украинцы       | 11 205             | 10,76  |
| Татары         | 5197               | 4,99   |
| Ногайцы        | 2721               | 2,61   |
| Кумыки         | 2147               | 2,06   |
| Азербайджанцы  | 2026               | 1,95   |
| Башкиры        | 1756               | 1,69   |
| Чеченцы        | 1169               | 1,12   |
| Белорусы       | 1163               | 1,12   |
| Молдаване      | 1104               | 1,06   |
| Чуваши         | 639                | 0,61   |
| Другие         | 5768               | 5,54   |
| Не указали     | 2433               | 2,34   |
| Всего          | 104 107            | 100,00 |

## Территориальное деление

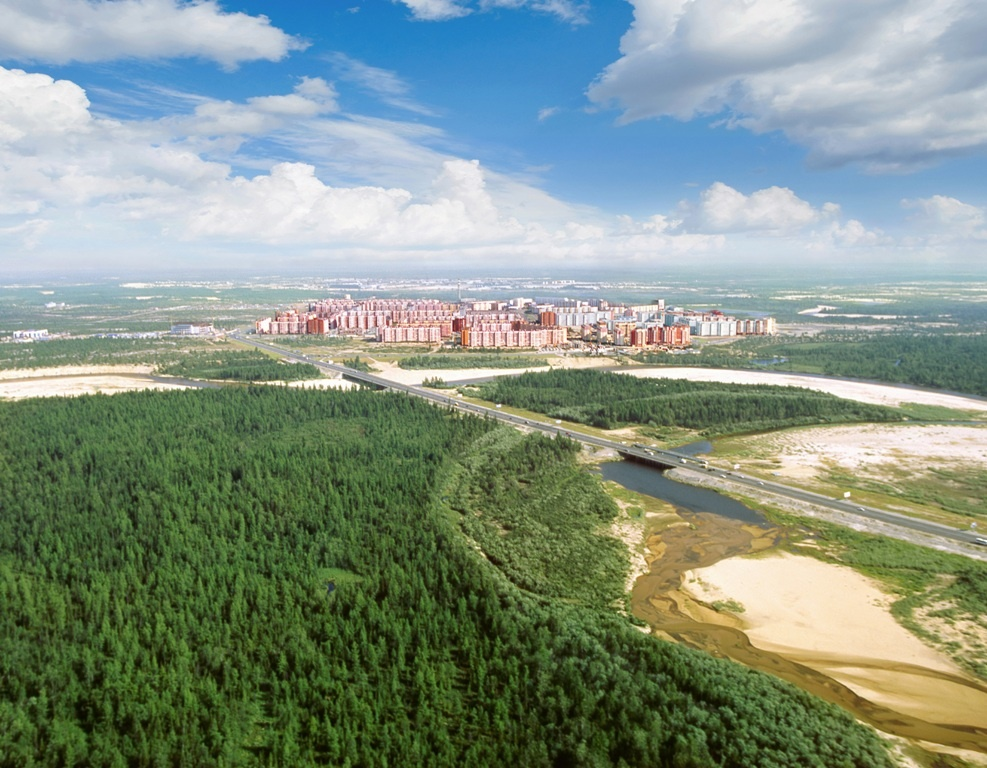
Северный район города (аэрофотография)

### Районы (микрорайоны)
- Северная коммунальная зона
- Северная жилая часть
- Северная промзона
- Южная жилая часть
- Западная промзона
- Восточная промзона
- мкр. Авиатор
- мкр. Армавирский
- мкр. Восточный
- мкр. Донской
- мкр. Дорожников
- мкр. Дружба
- мкр. Заозёрный
- мкр. Звёздный
- мкр. Красноградский
- мкр. Мирный
- мкр. Полярный
- мкр. Монтажников
- мкр. Надежда
- мкр. Олимпийский
- мкр. Оптимистов
- мкр. Приозёрный
- мкр. Славянский
- мкр. Созидателей
- мкр. Советский
- мкр. Строителей
- мкр. Студенческий
- мкр. Тундровый
- мкр. Уютный
- Финский жилой комплекс
- мкр. Энтузиастов
- мкр. Юбилейный
- мкр. Ягельный, 1, 2, 3, 4, СМП-700.

### Кварталы
- кварталы: А, Б, Г, Д, Е, Ж, Крымский, Южный.

### Посёлки, входящие в состав города
- п. Коротчаево
- п. Лимбяяха
- п. МК-126 (126-я механизированная колонна)
- п. МК-144 (144-я механизированная колонна)
- п. Уралец,

## Органы местного самоуправления
Органами местного самоуправления Нового Уренгоя являются:
- Городская дума муниципального образования город Новый Уренгой — выборный представительный орган муниципального образования;
- глава муниципального образования — глава города Новый Уренгой — выборное высшее должностное лицо муниципального образования;
- администрация города Новый Уренгой — исполнительно-распорядительный орган;
- Контрольно-счётная палата Нового Уренгоя — контрольно-счётный орган муниципального образования.

Главой города (главой муниципального образования) является Колодин Антон Александрович, председателем Городской думы — Шумова Полина.

## Промышленность

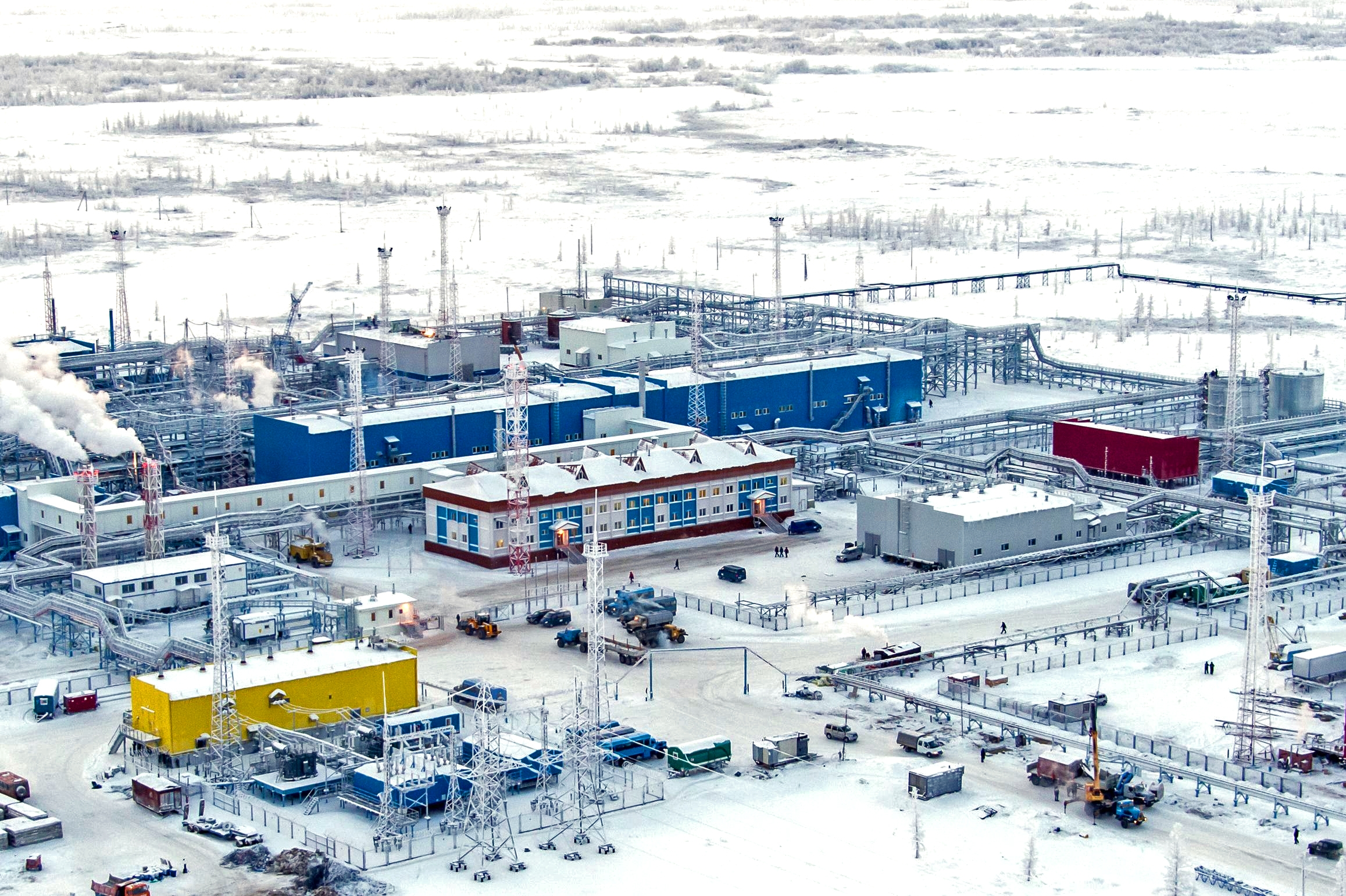
Заполярное нефтегазоконденсатное месторождение (в 220 км от города) — установка комплексной подготовки газа

На долю газодобывающих предприятий, расположенных в г. Новый Уренгой приходится 74 % всего добываемого газа России.
В городе находятся 2 градообразующих предприятия ПАО «Газпром»:
- ООО «Газпром добыча Уренгой»,
- ООО «Газпром добыча Ямбург»,

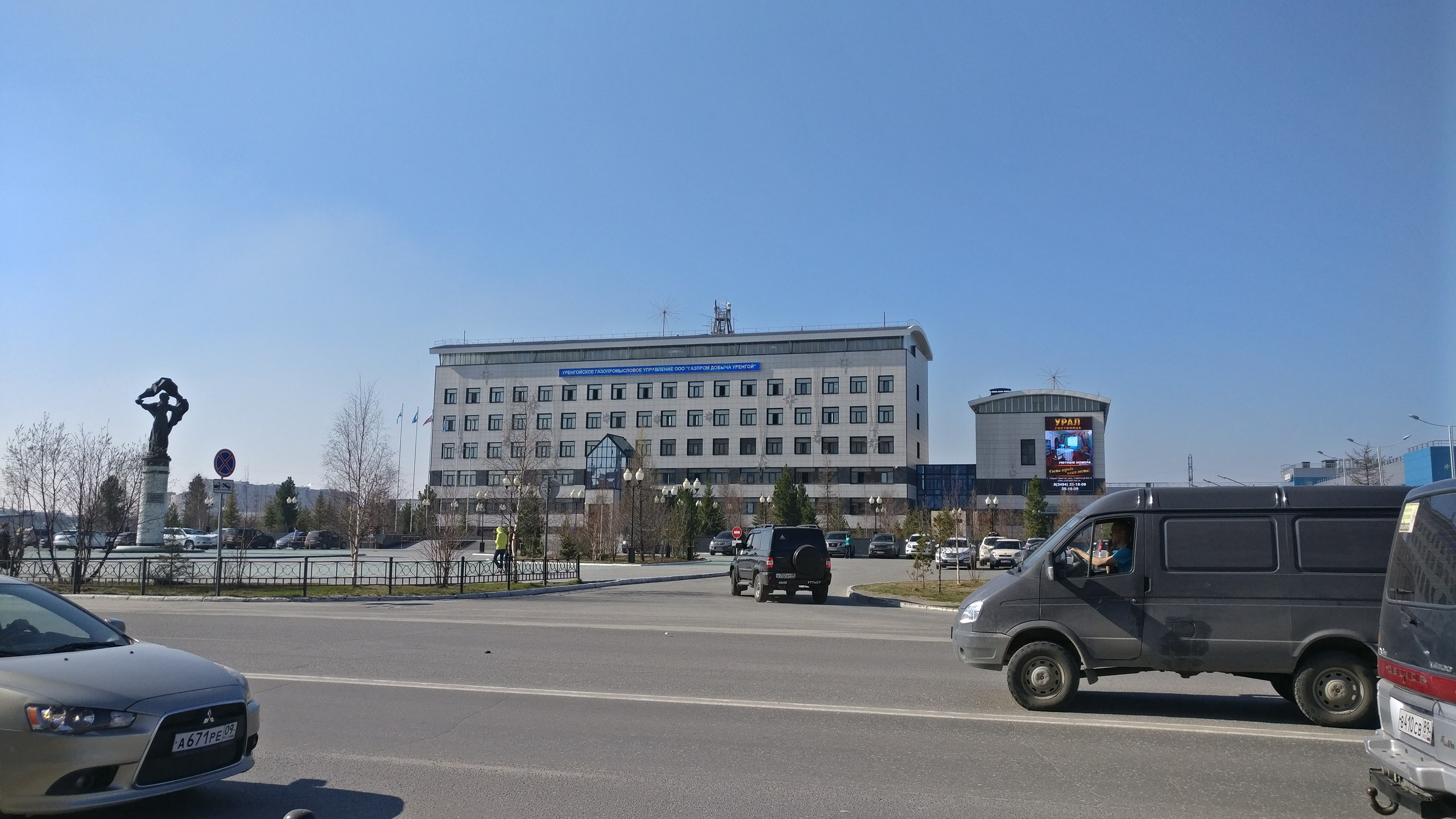
Здание Уренгойского Газопромыслового Управления ООО «Газпром Добыча Уренгой»

и независимые газодобывающие предприятия:
- АО «РОСПАН ИНТЕРНЕШНЛ»,
- ООО «НОВАТЭК-ЮРХАРОВНЕФТЕГАЗ»,
- ОАО «АРКТИКГАЗ»,
- ЗАО «Ачимгаз»,
- ОАО «Сибнефтегаз»,
- ЗАО «Нортгаз»,
- ООО «Севернефть-Уренгой»,
- ОАО «Севернефтегазпром»,

а также буровые предприятия:
- группа ERIELL,
- филиал «Уренгой бурение» ООО «Газпром бурение»[48],
- ООО «Газпром подземремонт Уренгой»,
- Новоуренгойская буровая компания,
- АО «Сибирская Сервисная Компания»[49]

переработкой газового конденсата для нужд города и региона, а также его подготовкой к транспорту на Сургутский Завод Стабилизации Конденсата имени В. С. Черномырдина (Сургутский ЗСК) занимается Завод по подготовке конденсата к транспорту (ЗПКТ), принадлежащий ООО «Газпром Переработка».
В районе Лимбяяха расположено ещё одно градообразующее предприятие — «Уренгойская ГРЭС» — филиал ОАО «ИНТЕР РАО — Электрогенерация», которое в 2012 году вышло на рынок по сбыту тепловой и электроэнергии.
В посёлке Коротчаево расположен ООО «Уренгойский речной Порт», на долю которого приходится почти 80 % речных перевозок локального масштаба, имеет десятки единиц самоходного и несамоходного флота, в том числе и плавучую крановую механизацию.

## Спорт
В Новом Уренгое развит волейбол (ВК «Факел»), мини-футбол (МФК «Ямал»), а также снегоходный спорт.
4 ноября 2013 года в городе прошла эстафета Олимпийского огня. Символ Олимпиады по городу пронесли 60 факелоносцев.

## Образование
- Газпром Техникум Новый Уренгой,

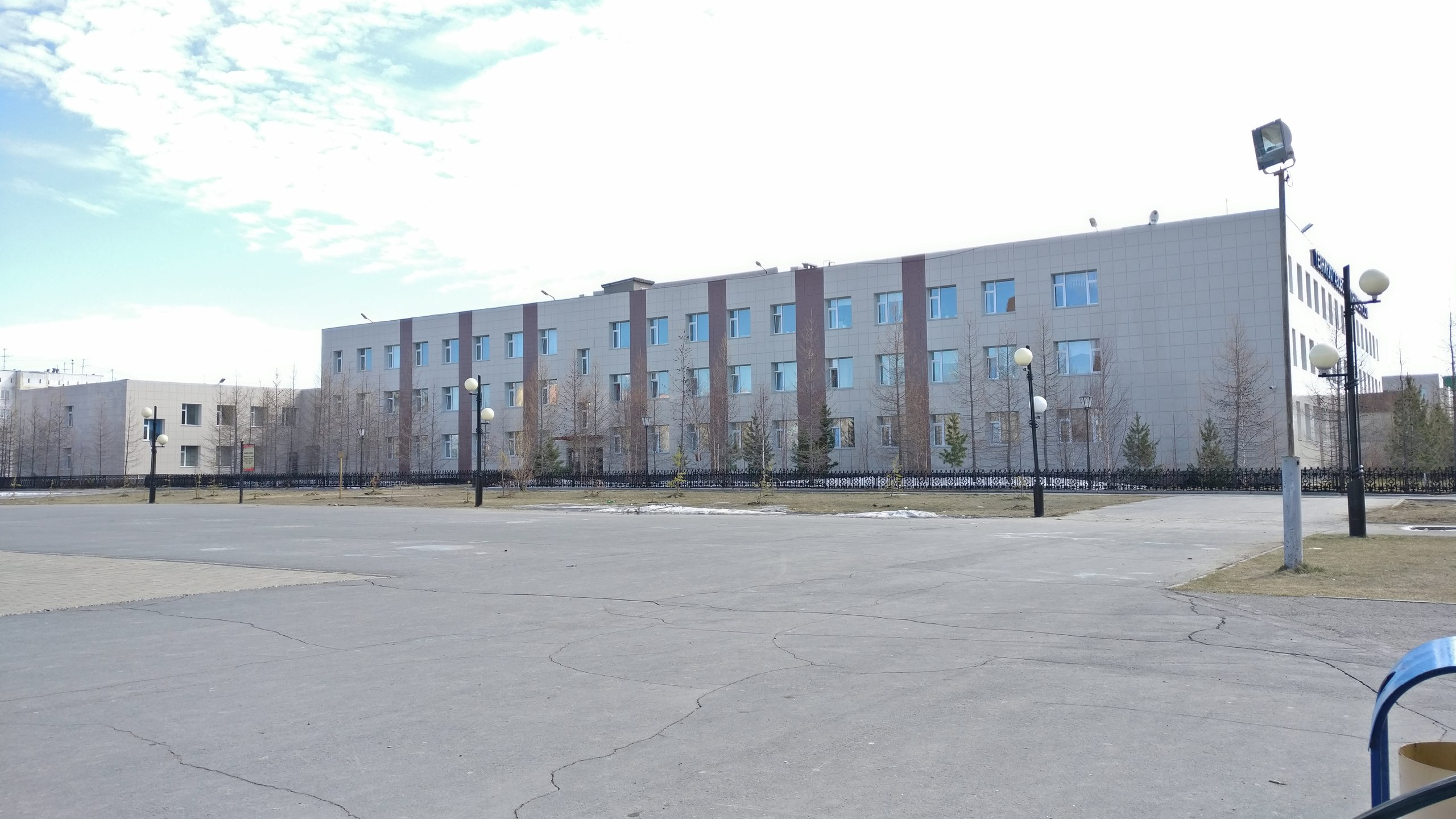
Газпром Техникум Новый Уренгой

- Новоуренгойский многопрофильный колледж,
- Территориальный центр доступа к электронным информационно-образовательным ресурсам Российского нового университета[51],
- Новоуренгойский филиал ПОУ «Уральский региональный колледж»

Ранее в городе имелись также филиал Южно-Уральского технологического университета и филиал Тюменского государственного университета.

## Транспорт

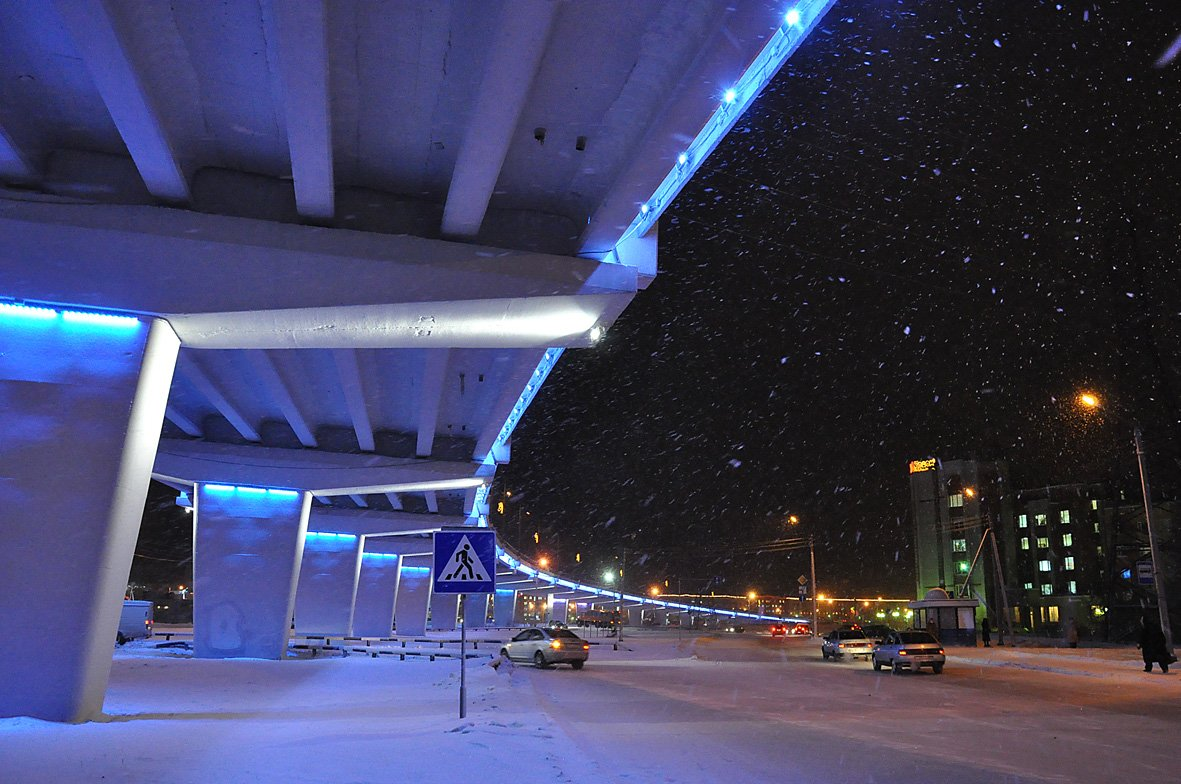
Виадук

### Городской и пригородный транспорт
В Новом Уренгое имеются автобусные маршруты:
- № 1 — «Аэропорт — Север»
- № 2 — «Восточная промзона — СМП-700»
- № 3 — «Аэропорт — Ж/Д Вокзал»
- № 4 — «Север — Юг»
- № 5 — «Аэропорт — пос. Уралец»
- № 6 — «СШ № 7 — МК-105»
- № 7 — «Север — Ж/Д Вокзал»
- № 8 — «Север — мкр. Дорожников»[54]
- № 13 — «Ж/Д Вокзал — Лимбяяха — Коротчаево»
- № 22, № 22А — «Лимбяяха — Коротчаево»
- № 25 — «ДЦ Ямал — мкр. Славянский»
- № 101 — «Аэроэкспресс: Ж/Д Вокзал — Аэропорт»[55]

### Железнодорожный транспорт
В Новом Уренгое имеется железнодорожный вокзал и начинается железнодорожная ветвь до Салехарда.

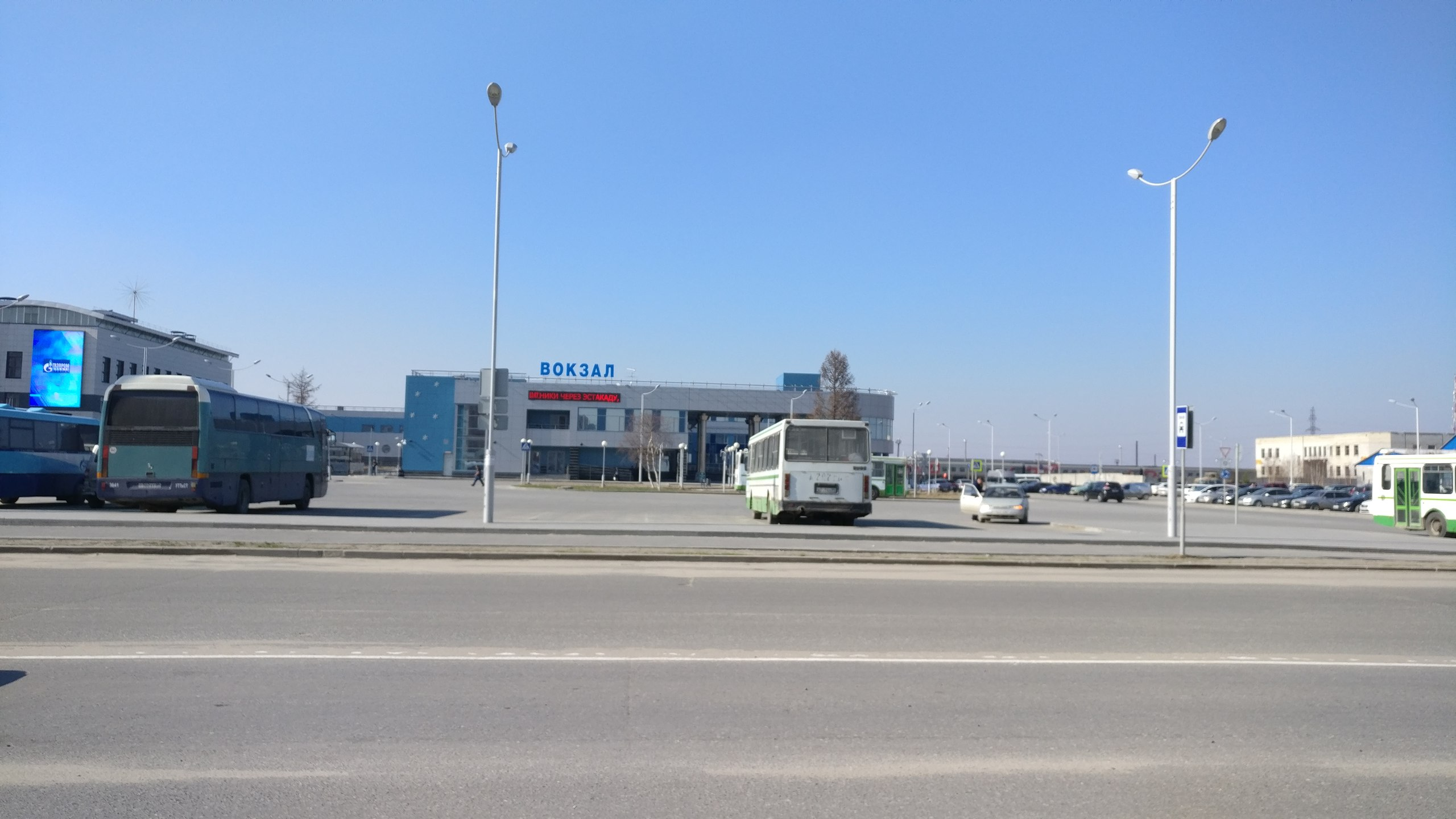
Железнодорожный вокзал Новый Уренгой

Железнодорожный транспорт соединяет Новый Уренгой с городами:
- Москва,
- Екатеринбург,
- Челябинск,
- Уфа,
- Казань,
- Тюмень,
- Омск,
- Новосибирск,
- Оренбург.

### Авиаперевозки
В пяти километрах к юго-западу от города расположен аэропорт Новый Уренгой.
Авиаперевозки осуществляются в города:
- Москва
- Белгород
- Екатеринбург
- Краснодар
- Красноярск
- Новосибирск
- Омск
- Сабетта
- Санкт-Петербург
- Тюмень
- Уфа
- Самара

В 2013 году на совещании у губернатора был представлен проект нового аэропорта, учитывающий погодные условия региона. Согласно проекту, аэропорт предполагалось построить в виде эмблемы «Газпрома», которая будет видна из космоса.

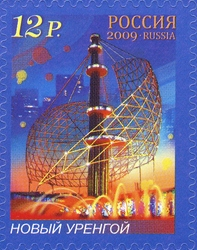
Почтовая марка России 2009 года изображающая фонтан «Парус»

## Знаменитые жители и уроженцы города
- Ахадов, Эльдар Алихасович (род. 1960) — российский писатель.
- Бушуев, Андрей Николаевич (1950—2003) — Заслуженный строитель Российской Федерации[60].
- Массква, Лера (род. 1988) — российская певица.
- Терлеева, Елена Владимировна (род. 1985) — российская эстрадная певица.
- Бозин, Дмитрий Станиславович (род. 1972) — заслуженный артист России, поэт.

## Города-побратимы
1. Анапа, Россия[61]

## Фотогалерея

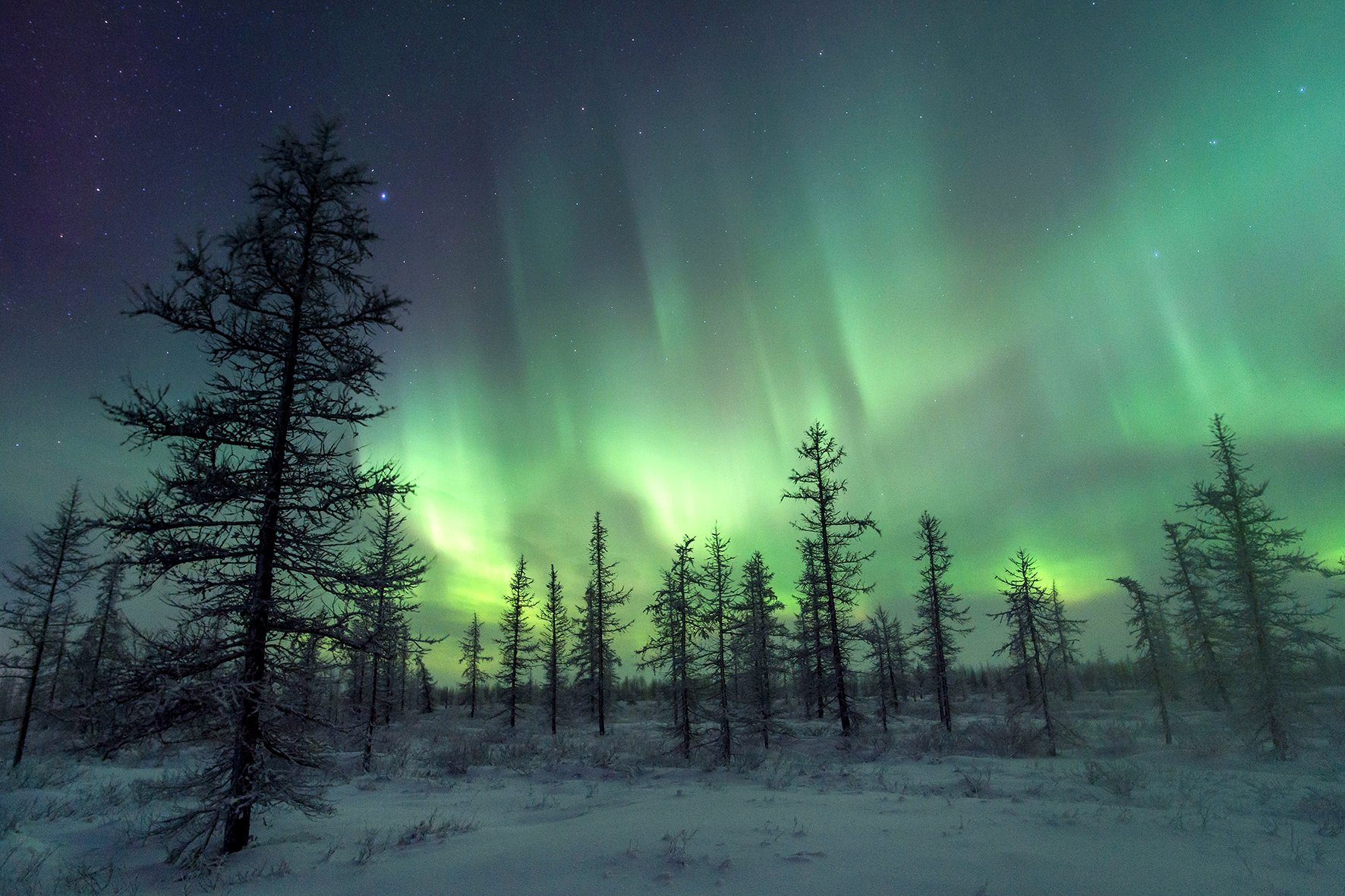
Полярное сияние вблизи города
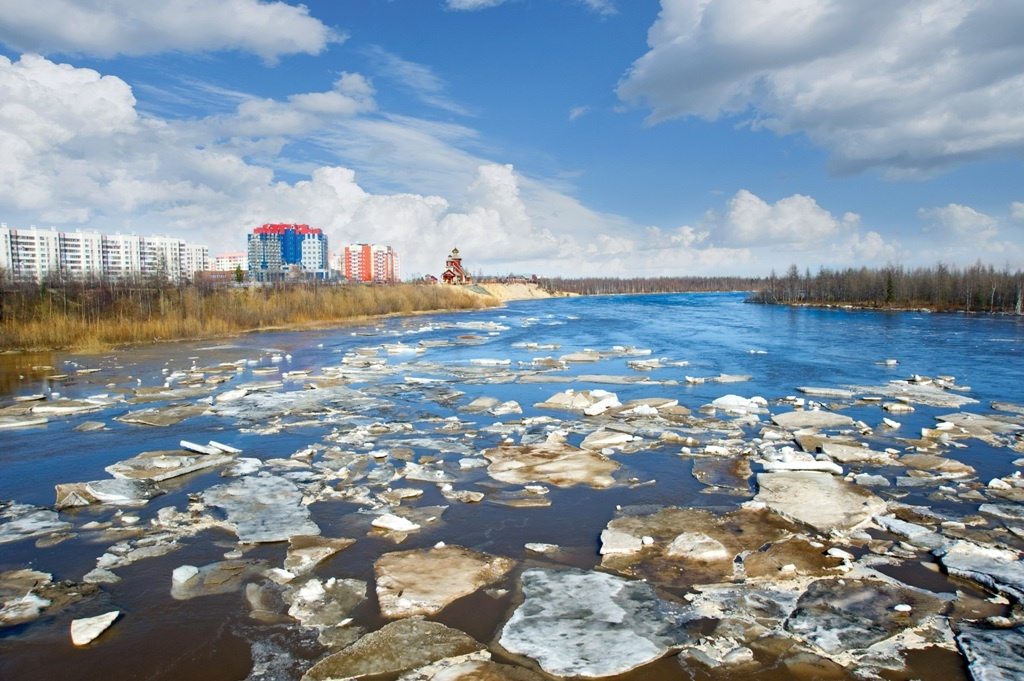
Ледоход на р. Седэяха (вид на северный район города)
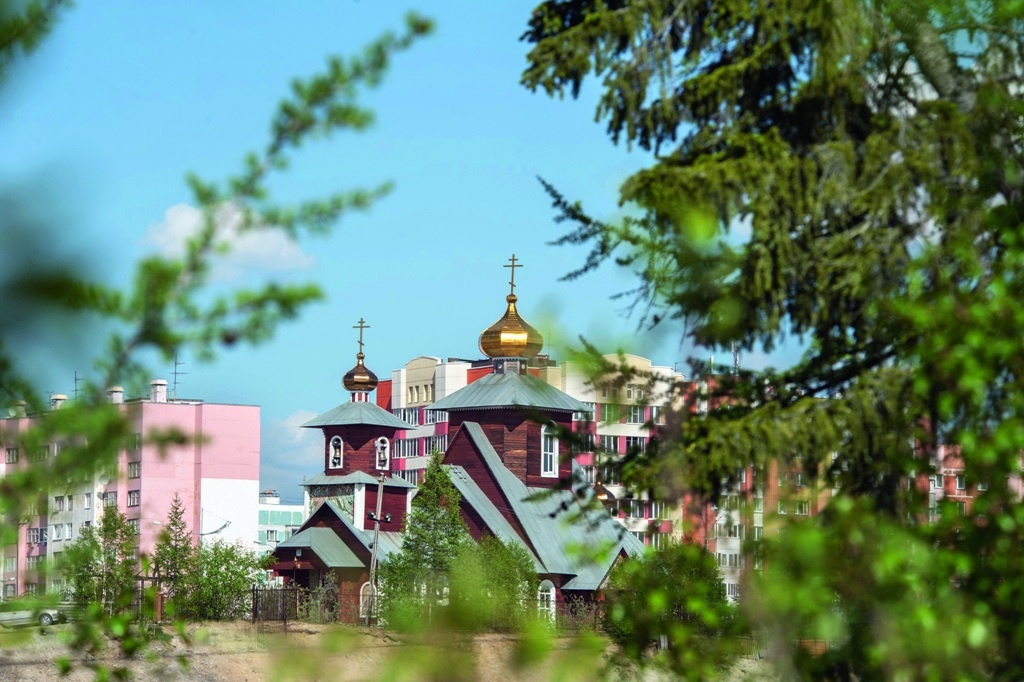
Храм имени преподобного Серафима Саровского
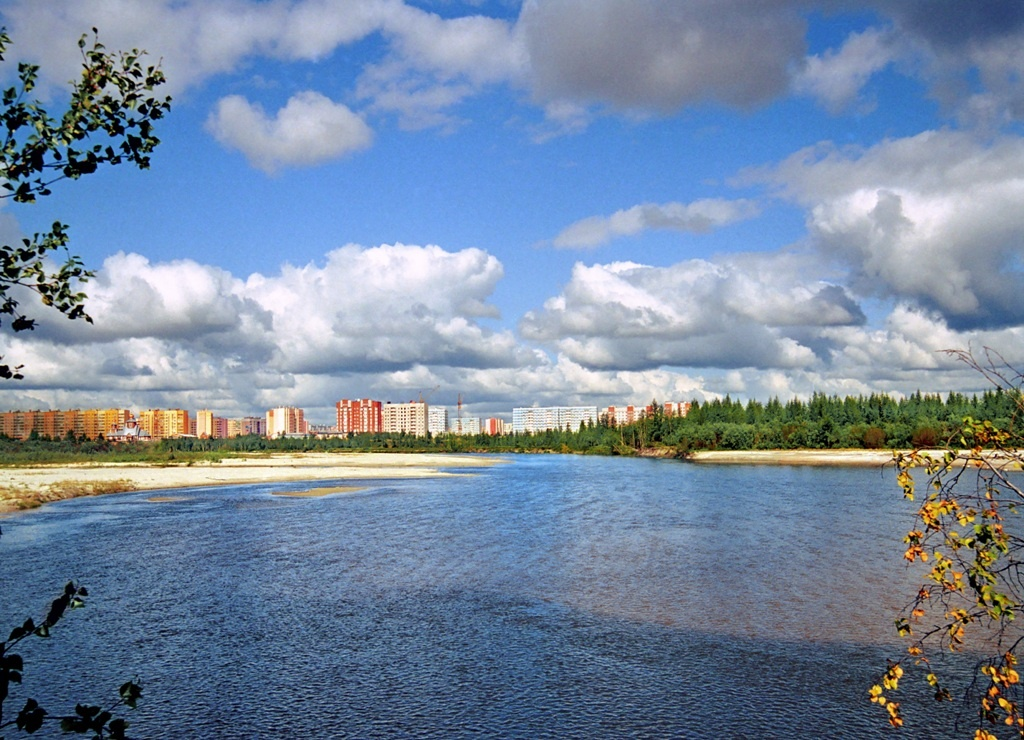
Река Седэяха (вид на северный район города)
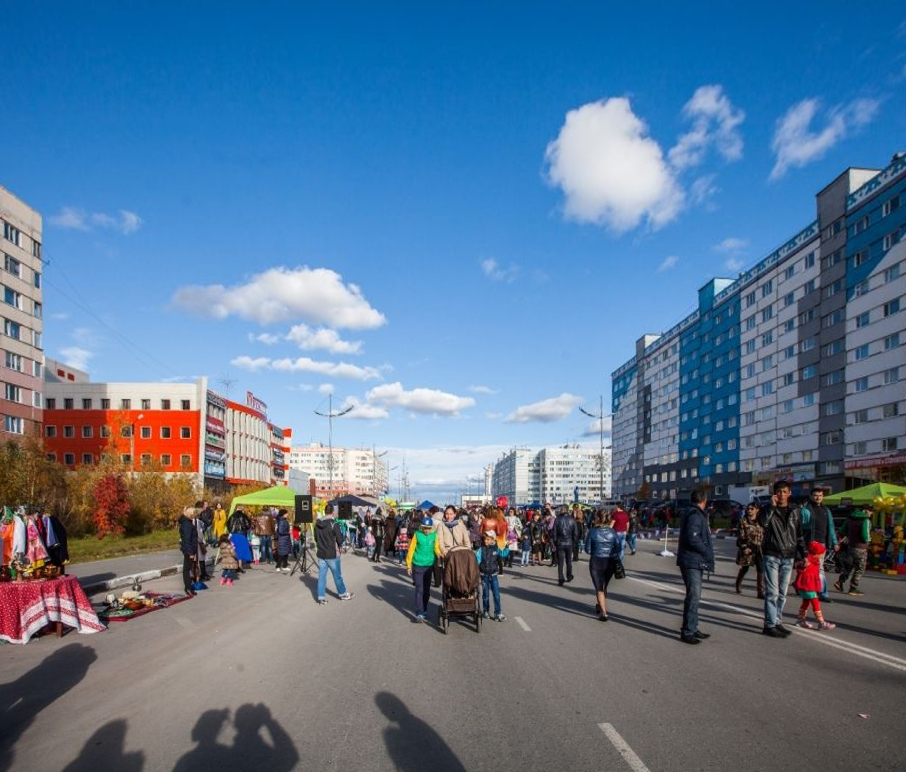
Ленинградский проспект во время празднования Дня города в сентябре 2015 года
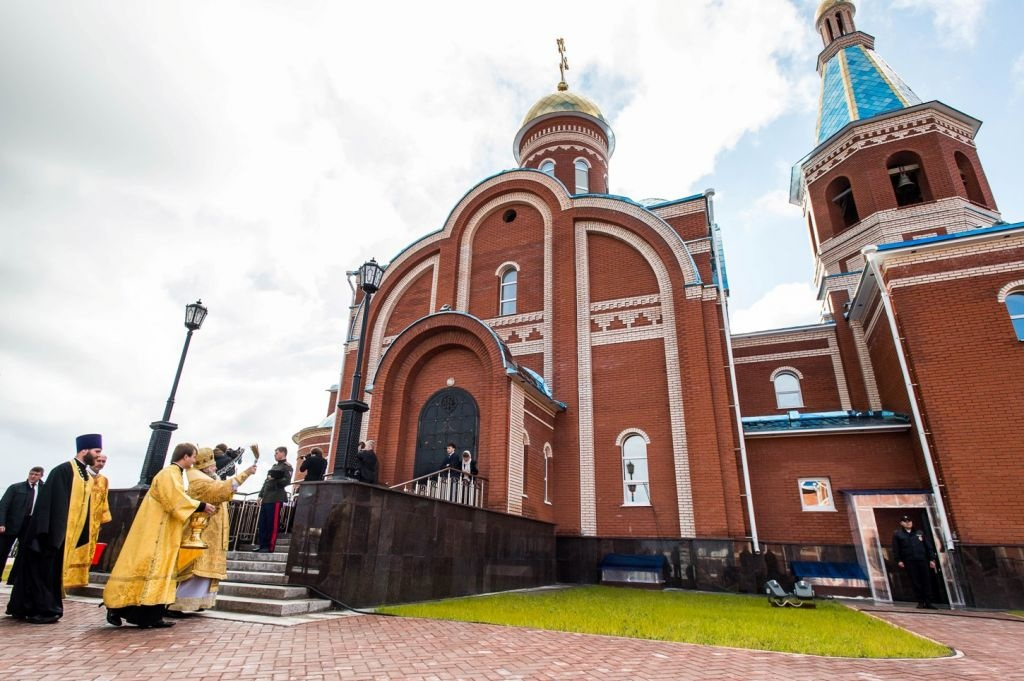
Богоявленский собор во время визита Святейшего Патриарха Московского и всея Руси Кирилла
Площадь Памяти
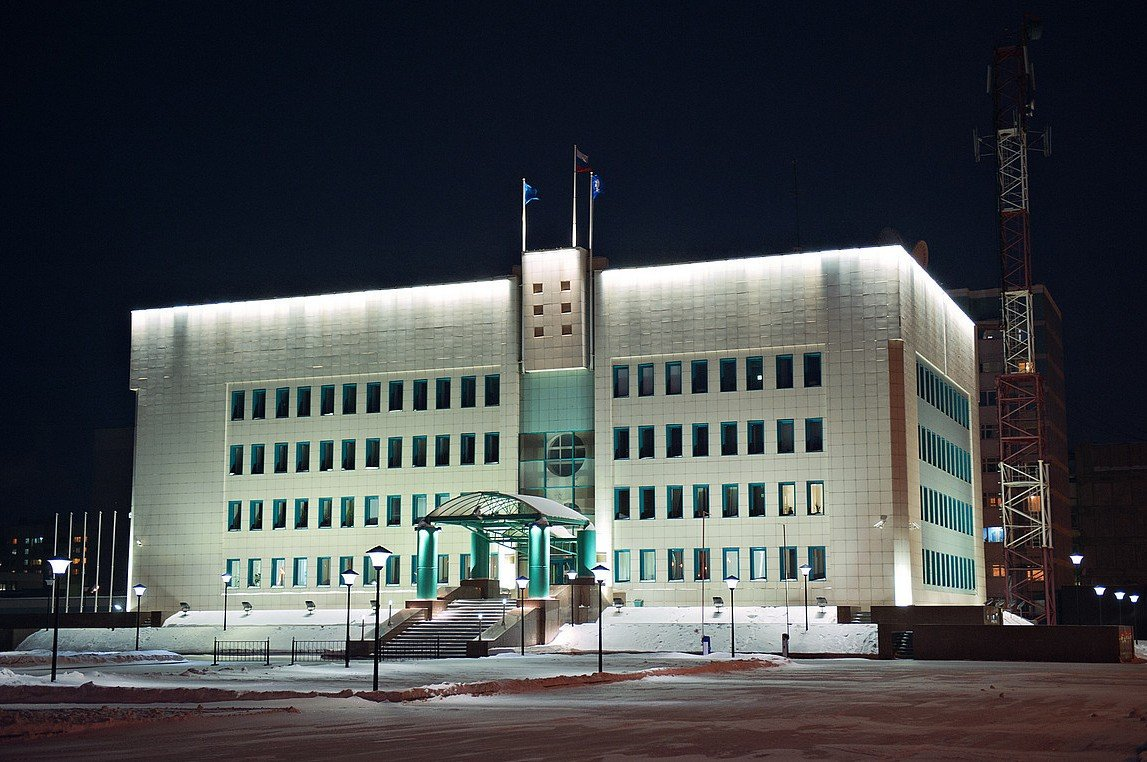
Здание администрации муниципального образования город Новый Уренгой
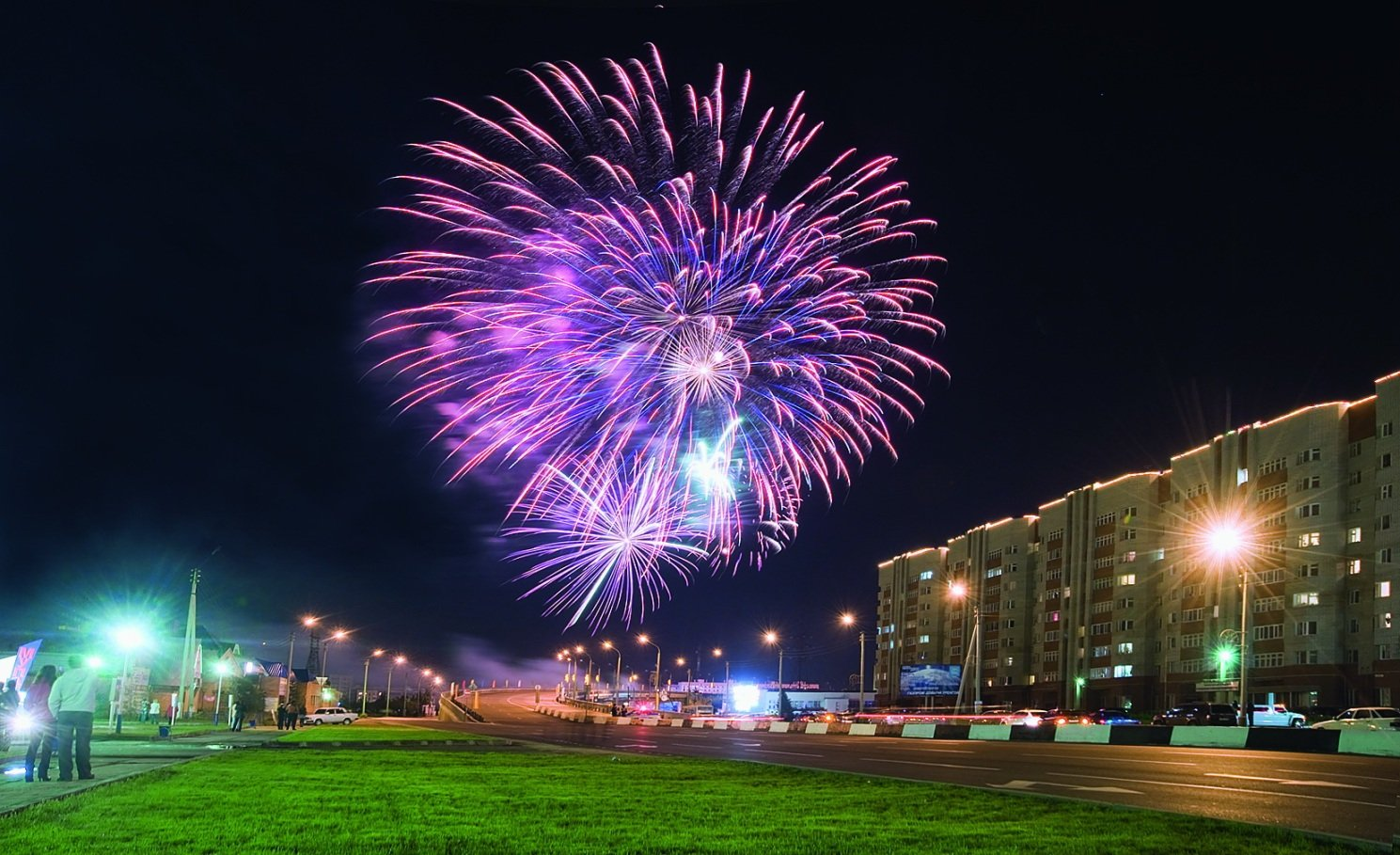
Салют в честь Дня города (проспект Губкина)
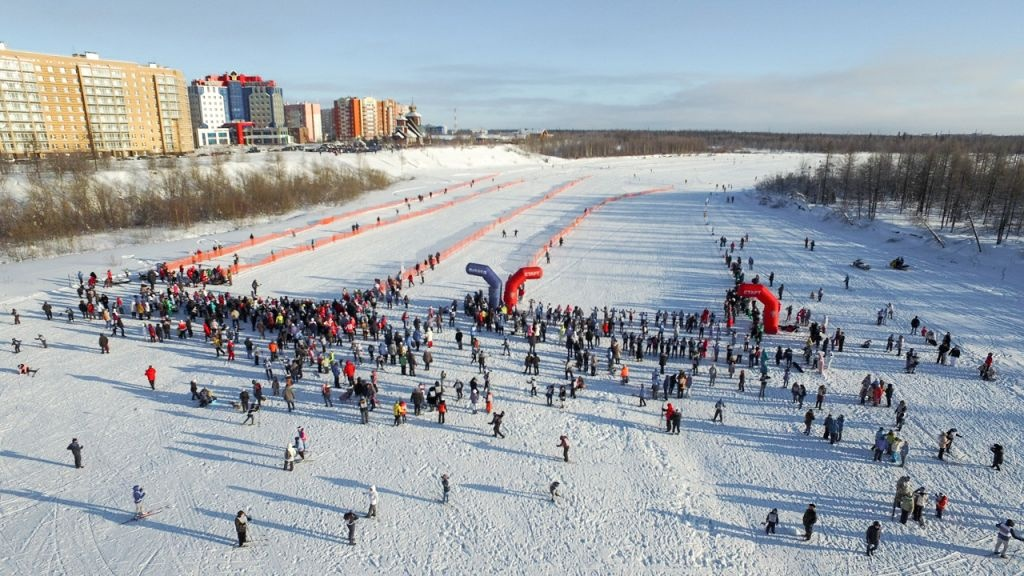
Лыжная гонка в рамках XXXIV открытой Всероссийской массовой лыжной гонки «Лыжня России – 2016»
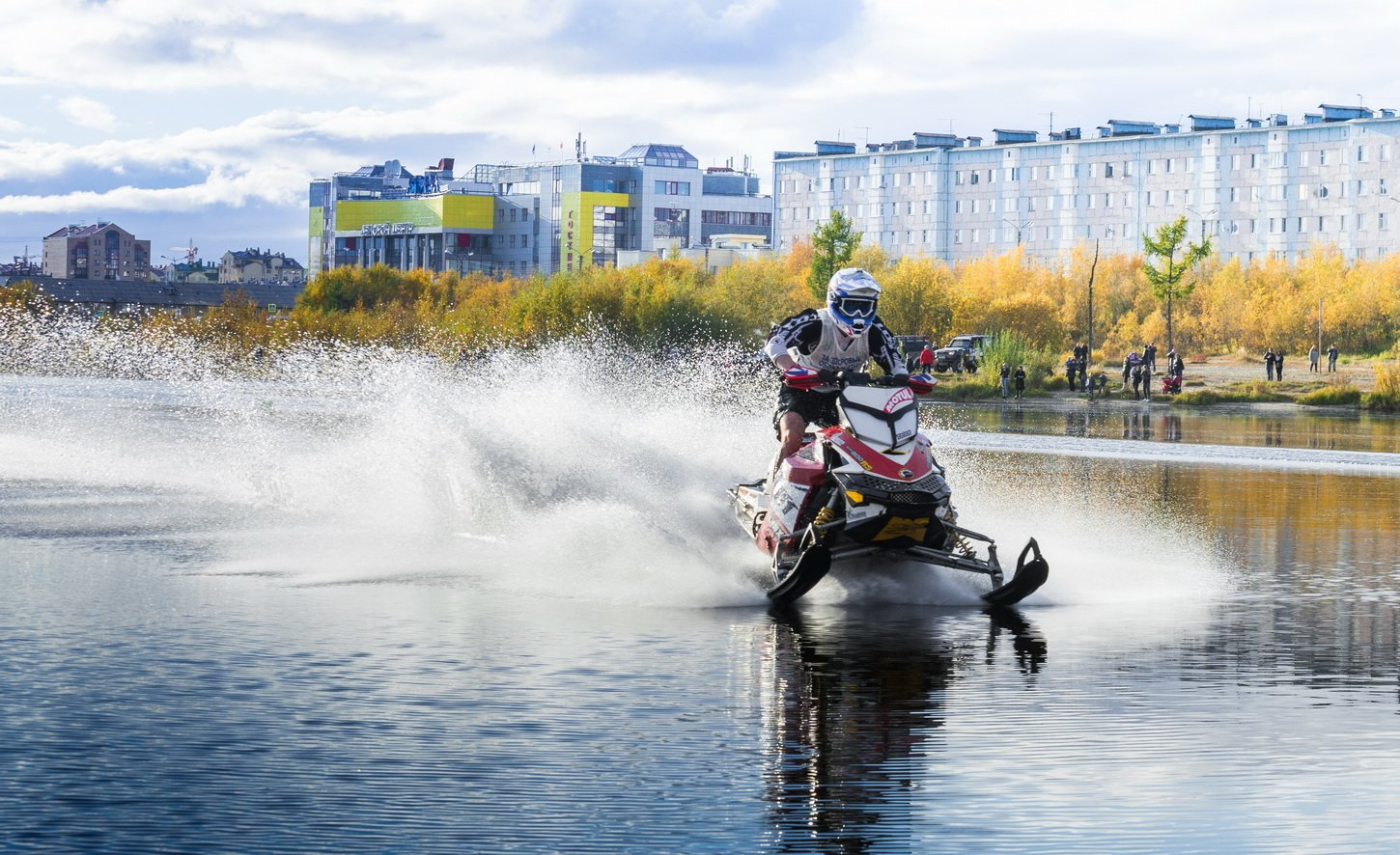
Гонки на снегоходах по воде (озеро Молодёжное)
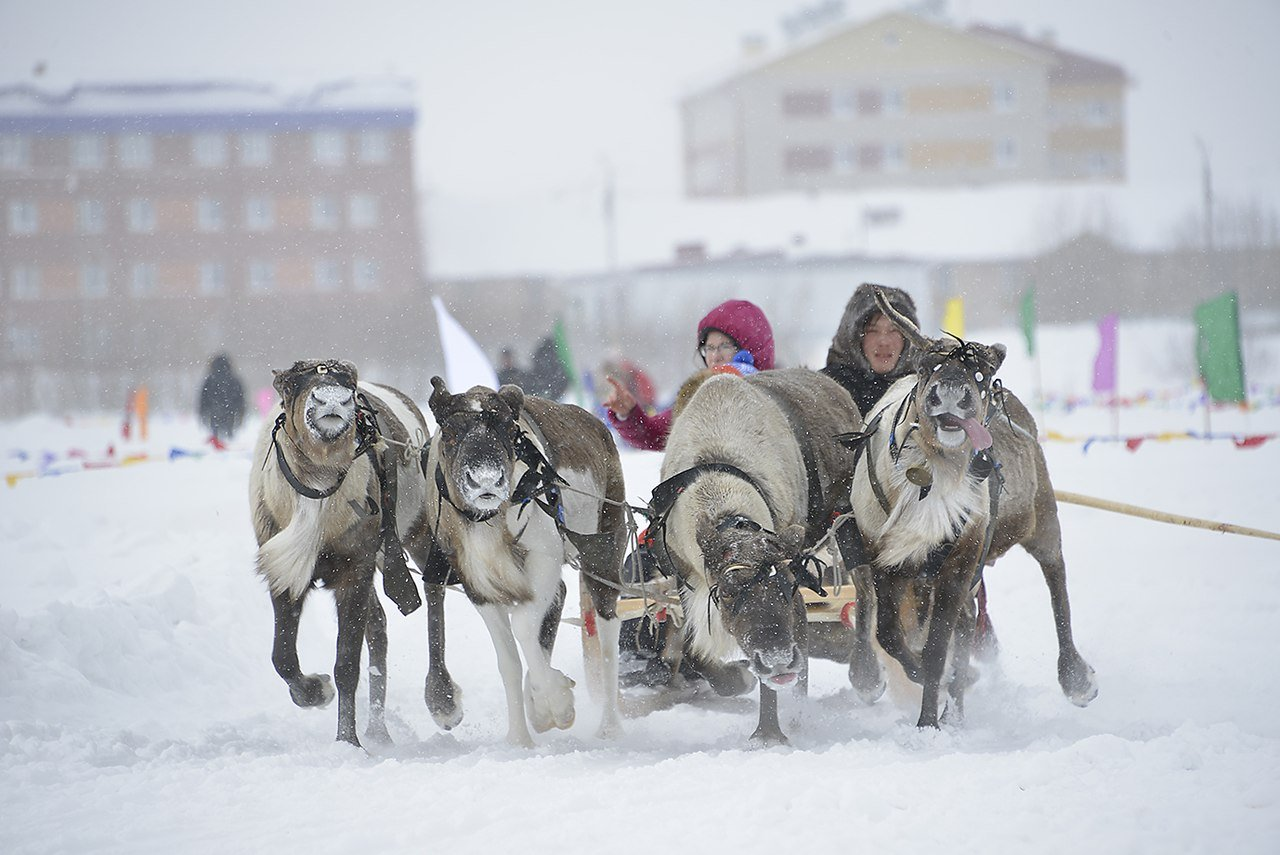
Праздник народов Севера (озеро Молодёжное)
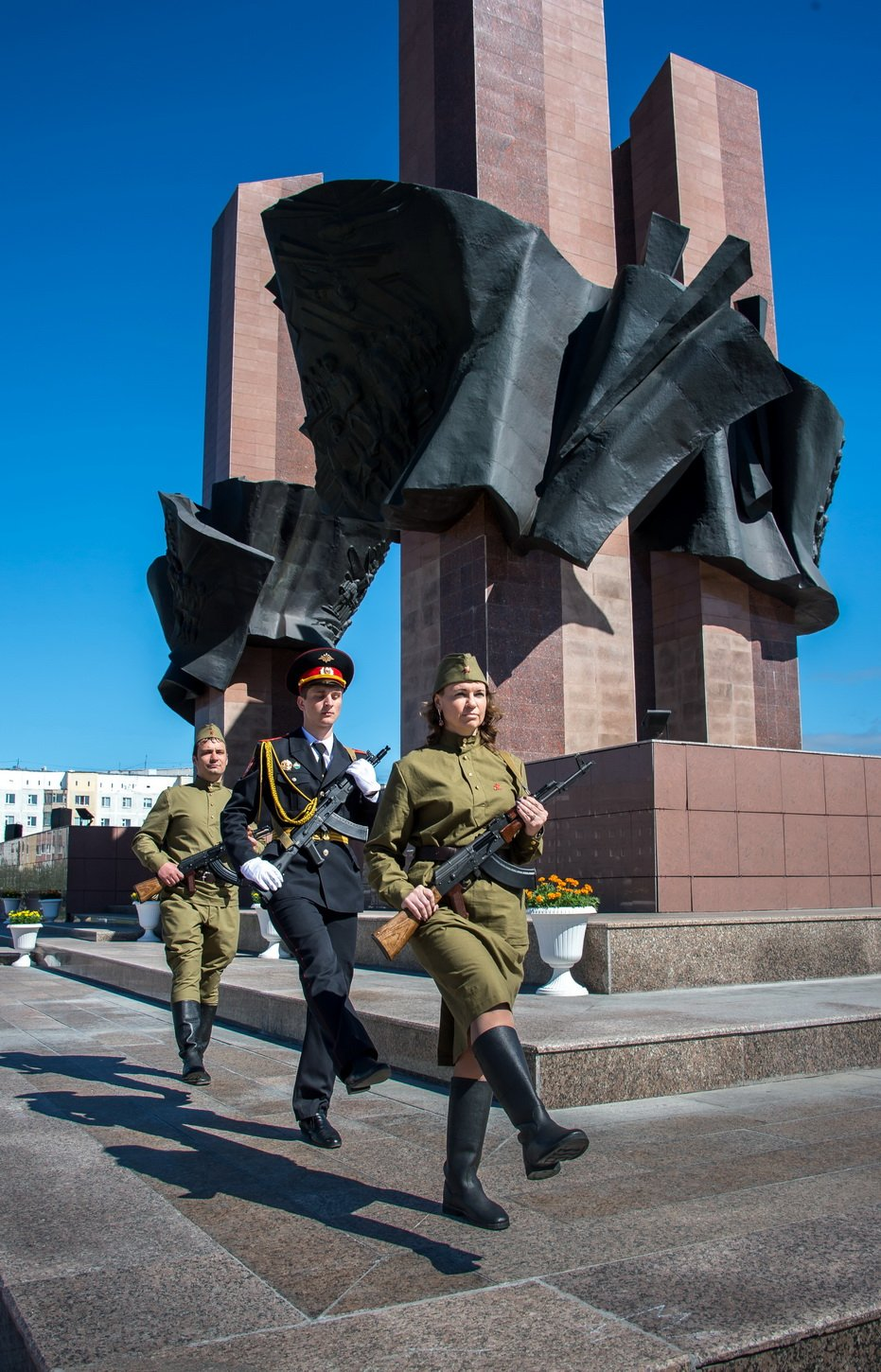
Караул на площади Памяти
Памятник «Разведочная скважина Р-2»
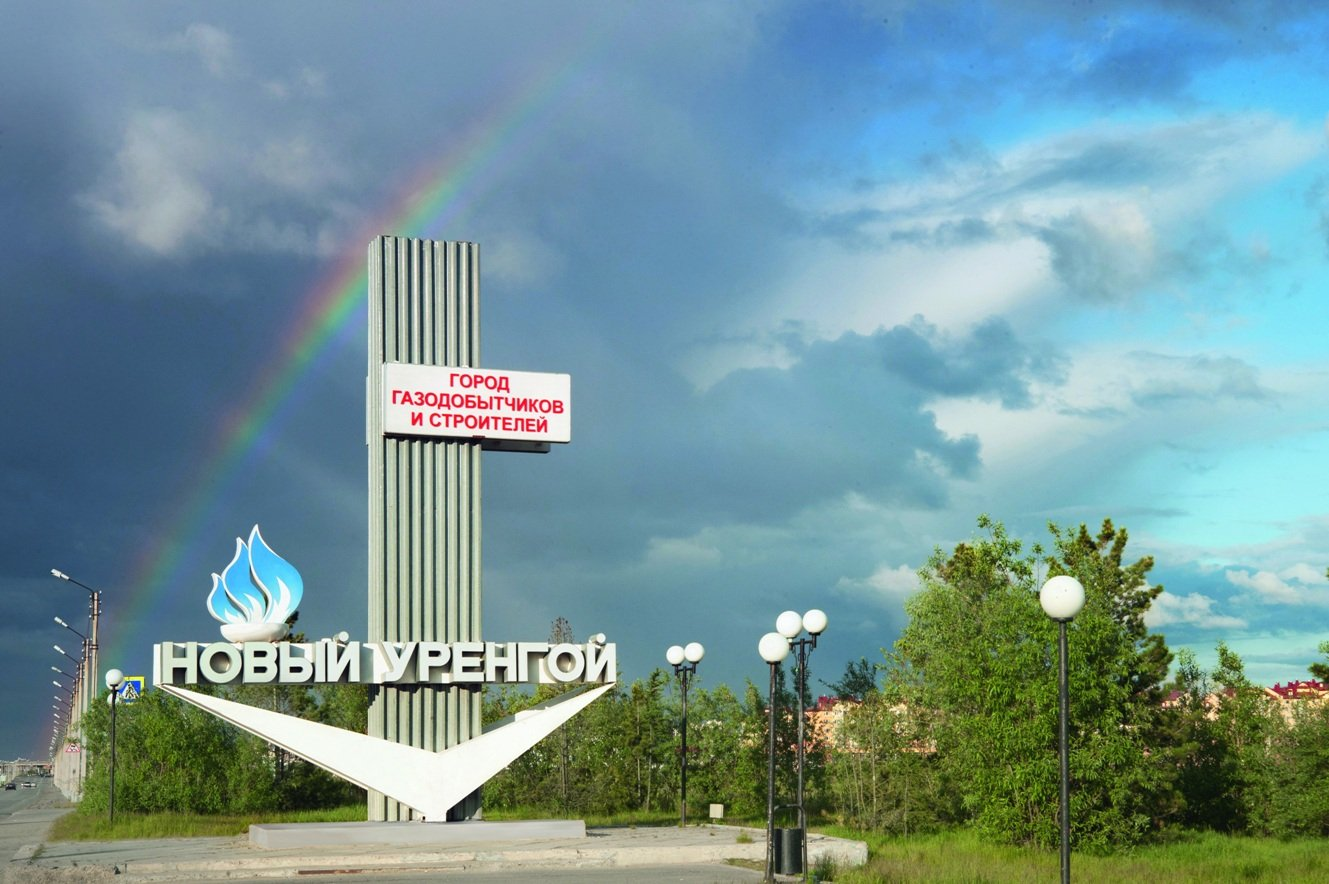
Памятная стела на въезде в город